# ENIAC six

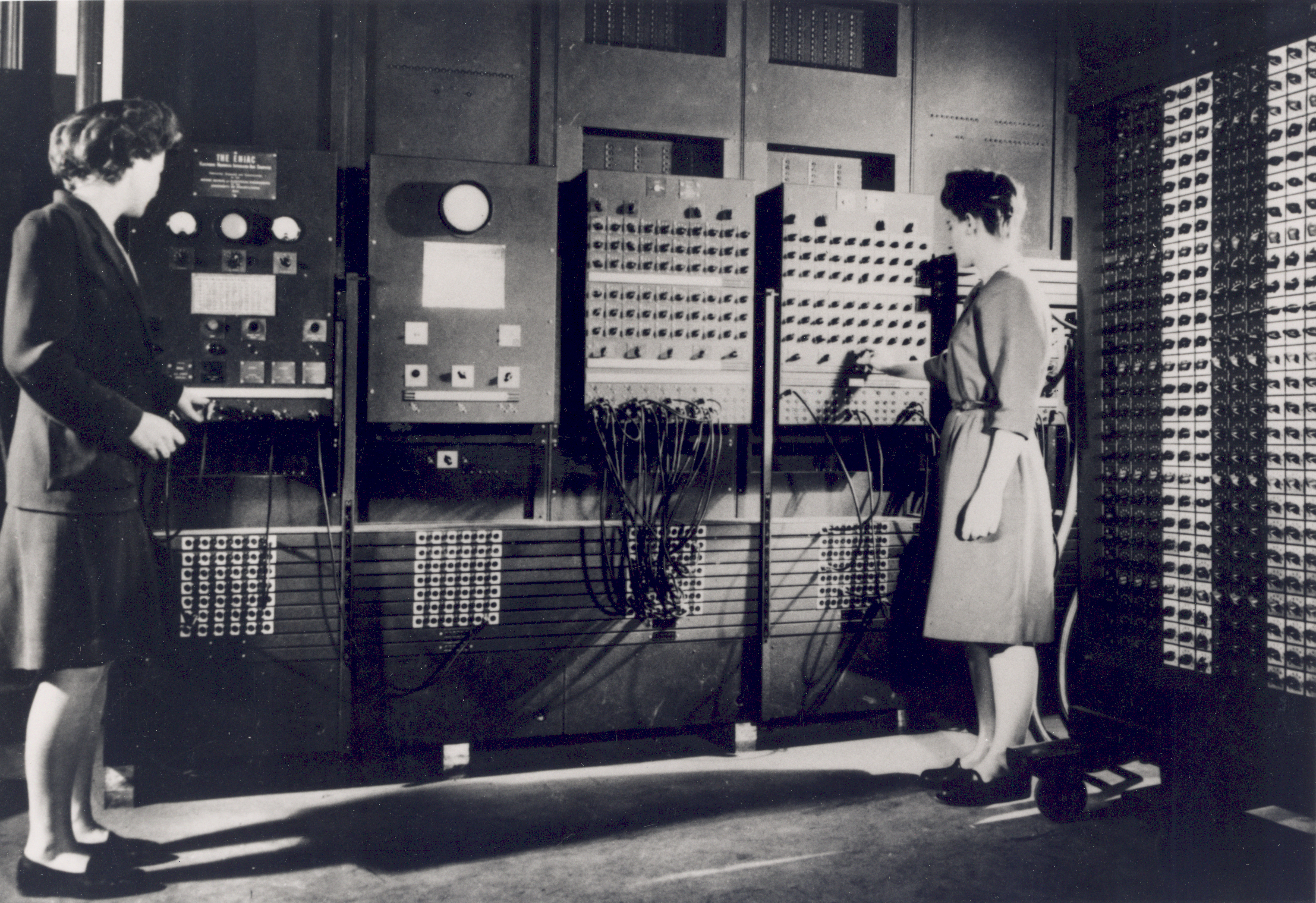
Betty Jenning (à gauche) et Frances Bilas (à droite), programmant l’ENIAC.

Les ENIAC six sont un groupe de six programmeuses ayant participé au développement et à la programmation d’un des premiers ordinateurs au monde, l’ENIAC.

## Composition
Kathleen Antonelli, Jean Bartik, Betty Holberton, Marlyn Meltzer, Frances Spence et Ruth Teitelbaum sont les six programmeuses ayant contribué au développement de l’ordinateur ENIAC.
Marlyn Meltzer et Ruth Teitelbam sont issues d’une équipe de  computers où elles calculent à la main des trajectoires balistiques. Elles sont recrutées pour le projet ENIAC et ont pour tâche de comprendre le fonctionnement de la machine avec des informations très limitées.
Frances Spence et Kathleen Antonelli, toutes deux mathématiciennes, ont été engagées par l’armée américaine en 1942 comme computers. Elles s’occupent alors des calculs de l’analyseur différentiel, un ordinateur analogique précédant ENIAC. Elles sont ensuite transférées vers le projet ENIAC.
Jean Bartik et Betty Holberton sont les responsables du « Master Programmer », le programme qui gérait le fonctionnement général de l’ordinateur.

## Histoire
Une fois l’ENIAC construit par John Eckert et John William Mauchly, il a fallu le programmer. Spécifiquement, l’armée américaine avait demandé une machine capable de calculer des trajectoires balistiques afin de pouvoir construire des tables d’angles pour les artilleurs de la Seconde Guerre mondiale. On a donc demandé aux 6 mathématiciennes de réaliser le travail inédit de coder un programme de calcul balistique sur l’ordinateur. Il n’existait ni documentation, ni langage de programmation. Les programmeuses n’avaient que les diagrammes électriques de la machine, et elles devaient en comprendre le fonctionnement pour pouvoir la programmer.

## Reconnaissance
L’histoire de ce groupe de programmeuses a été longtemps ignoré, et beaucoup pensaient que ces femmes sur les photos n’étaient que des refrigerator ladies. C’est en 1997 que leurs contributions sont reconnues lorsqu’elles sont intégrées au Women in Technology International Hall of Fame,.
Kathryn Kleiman, a enquêté sur ces programmeuses à partir des années 80. Elle crée ensuite le ENIAC Progammers project et publie un livre : 
Proving Ground, The Untold Story of the Six Women Who Programmed the World's First Modern Computer,.